# جريس خيطي الساق
الجُرَيس خيطي الساق (باللاتينية: Campanula filicaulis) نوع نباتي ينتمي إلى جنس الجريس من الفصيلة الجريسية.

## الموئل والانتشار
موطنه المغرب العربي.

## مرادفات للاسم العلمي
- (باللاتينية: Campanula maroccana Ball)
- (باللاتينية: Campanula maroccana var. pseudoradicosa Litard. & Maire)
- (باللاتينية: Campanula reboudiana Pomel)
- (باللاتينية: Campanula saxifragoides f. elata Faure & Maire)
- (باللاتينية: Campanula saxifragoides var. elata Faure & Maire)
- (باللاتينية: Campanula saxifragoides var. gattefossei Maire & Weiller)